# Langford, Essex
Langford är en by och en civil parish i Maldon i Storbritannien. Den ligger i grevskapet Essex och riksdelen England, i den sydöstra delen av landet, 60 km nordost om huvudstaden London. Orten har 156 invånare (2001). Byn nämndes i Domedagsboken (Domesday Book) år 1086, och kallades då Langefort/Langheforda.
Kustklimat råder i trakten. Årsmedeltemperaturen i trakten är 9 °C. Den varmaste månaden är augusti, då medeltemperaturen är 18 °C, och den kallaste är januari, med 0 °C.